# Ctenosaura
Genre
Ctenosaura est un genre de sauriens de la famille des Iguanidae.

## Répartition
Les 17 espèces de ce genre se rencontrent dans le sud de l'Amérique du Nord et en Amérique centrale.

## Liste des espèces
Selon The Reptile Database (26 mars 2015) :
- Ctenosaura acanthura (Shaw, 1802)
- Ctenosaura alfredschmidti Köhler, 1995
- Ctenosaura bakeri Stejneger, 1901
- Ctenosaura clarki Bailey, 1928
- Ctenosaura conspicuosa Dickerson, 1919
- Ctenosaura defensor (Cope, 1866)
- Ctenosaura flavidorsalis Köhler & Klemmer, 1994
- Ctenosaura hemilopha (Cope, 1863)
- Ctenosaura macrolopha Smith, 1972
- Ctenosaura melanosterna Buckley & Axtell, 1997
- Ctenosaura nolascensis Smith, 1972
- Ctenosaura oaxacana Köhler & Hasbun, 2001
- Ctenosaura oedirhina De Queiroz, 1987
- Ctenosaura palearis Stejneger, 1899
- Ctenosaura pectinata (Wiegmann, 1834)
- Ctenosaura quinquecarinata (Gray, 1842)
- Ctenosaura similis (Gray, 1831)

## Publication originale
- Wiegmann, 1828 : Beiträge zur Amphibienkunde. Isis von Oken, vol. 21, no 4, p. 364-383 (texte intégral).